# Alinazarli
Alinazarli (azerbajdzjanska: Əlinəzərli) är en ort i Azerbajdzjan.   Den ligger i distriktet Bejläqan, i den centrala delen av landet, 200 kilometer väster om huvudstaden Baku. Alinazarli ligger 33 meter över havet och antalet invånare är 1 588.
Terrängen runt Alinazarli är platt. Närmaste större samhälle är Dünyamalılar, 5,5 kilometer öster om Alinazarli.
Trakten runt Alinazarli består till största delen av jordbruksmark. Runt Alinazarli är det ganska tätbefolkat, med 70 invånare per kvadratkilometer.